# Per Anders Örtendahl
Per Anders Örtendahl, född 24 april 1939 i Karlstad, är en svensk ämbetsman och nationalekonom.

## Biografi
Per Anders Örtendahl studerade efter studentexamen vid Göteborgs universitet. Under åren 1964–1975 var han verksam som amanuens, universitetslektor och t f professor i nationalekonomi. 1975 doktorerade han i nationalekonomi på en avhandling om substitutionsmöjligheterna inom en given anläggning och vid given kapitalutrustning mellan energi och arbetskraft.
Under tiden i Göteborg var han ledamot av kommunfullmäktige och kommunstyrelsen. I den första borgerliga regeringen 1976–1979 var centerpartistiske Örtendahl statssekreterare i industridepartementet, och under 1979–1982 VD i Västsvenska Lantmän i Lidköping. 
Han var generaldirektör för Vägverket 1982–1995 men avgick 1995, 56 år gammal, på grund av regeringskritik av Örtendahls tjänstebostad.
Örtendahl har innehaft ett antal styrelseuppdrag såsom ordförande i Tyréns AB och Tyrénsstiftelsen. 
Han invaldes 1991 som ledamot i Ingenjörsvetenskapsakademien.
Örtendahl var ishockeymålvakt under slutet av 1950-talet och spelade i Deje, Forshaga IF, Färjestads BK och Västra Frölunda IF. Han var 2003–2010 styrelseordförande i Västra Frölunda HC. Han har efter sin tid i Vägverket varit ordförande i elitklubbarnas intresseförening Hockeyligan samt vice ordförande i Svenska Ishockeyförbundet.